# Ruff Ryders Past Present Future
Ruff Ryders Past Present Future to wydana 21 listopada 2011 roku składanka amerykańskiej grupy hip-hopowej Ruff Ryders. Album promowany jest przez singiel "Freaky" z Shellą, Mookiem, Jadakissem i gościnnie występującym Akonem. 
Do utworu "You Know" został nagrany klip. Zaczyna się on napisem "1998", po którym przez około 10 sekund grany jest utwór DMX-a z 1998 roku, "Ruff Ryders Anthem". Następnie zostaje wyświetlony napis "2011" zaczynający "You Know".

## Lista utworów
1. "World's Greatest" (Drag-On, Mook, The Lox, DMX & Swizz Beatz)
2. "Get Your Money Up" (DMX)
3. "Hot Steppa" (Eve)
4. "Hip-Hop" (Drag-On & Swizz Beatz)
5. "Beat and a Microphone" (Mook)
6. "You Know" (Mook)
7. "Freaky" (Shella, Akon, Mook & Jadakiss)
8. "I'm Gone" (Q ft. Shella)
9. "Want Me" (Shella)
10. "Off The Cuff" (Swizz Beatz)
11. "Showtime" (Swizz Beatz & Lil' Waah)
12. "What You Gonna Do" (Cassidy)
13. "Love Potion" (Hugo)
14. "What To Do" (Shella & The Lox)